# Kłoski-Świgonie
Kłoski-Świgonie – wieś w Polsce położona w województwie podlaskim, w powiecie wysokomazowieckim, w gminie Kobylin-Borzymy.
W latach 1975–1998 miejscowość administracyjnie należała do województwa łomżyńskiego.
Wierni kościoła rzymskokatolickiego należą do parafii św. Stanisława Biskupa i Męczennika w Kobylinie-Borzymach.

## Historia
Według Zygmunta Glogera Kłoski-Świgonie istniały w wieku XV. W I Rzeczypospolitej Kłoski należały do ziemi bielskiej.
Pod koniec XIX w. Słownik geograficzny Królestwa Polskiego informuje: Kłoski, okolica szlachecka w powiecie mazowieckim, gmina Piszczaty, parafia Kobylin.
W roku 1827 Kłoski-Świgonie liczyły 10 domów i 43 mieszkańców.
W 1921 r. było tu 7 budynków z przeznaczeniem mieszkalnym oraz 48 mieszkańców (21 mężczyzn i 27 kobiet). Wszyscy podali narodowość polską i wyznanie rzymskokatolickie.